# Hideki Tojo
Hideki Tojo (Kyūjitai: 東條 英機; Shinjitai: 東条 英機; Tōjō Hideki) (Tòquio, 30 de desembre de 1884 – Tokio, 23 de desembre de 1948) fou un polític i militar de l'Imperi del Japó.
Tojo fou general de l'exèrcit imperial japonès i primer ministre de l'Imperi del Japó durant la Segona Guerra Mundial, del 18 d'octubre de 1941 al 22 de juliol de 1944. Un cop acabada la guerra fou condemnat a mort pel tribunal militar internacional de l'est, i penjat el 23 de desembre de 1948 a Tòquio.

## Biografia
Hideki Tojo va néixer al districte japonès de Kōjimachi el 1884. Era el tercer fill de Hidenori Tojo, un Chu Sho (Tinent General) de l'Exèrcit Imperial Japonès. Els dos germans més grans de Hideki van morir abans que ell nasqués. El 1909 es va casar amb Hatsuko Ito, amb qui tingué 3 fills i 4 filles.

### Inicis de la carrera militar
Tojo es graduà a la 17a promoció de l'Acadèmia Imperial de Guerra del Japó el 1905, sent el 42è de 50 cadets, i rebé el despatx de Tinent de 2a d'infanteria.
Es graduà amb honors a la 27a promoció de l'Acadèmia d'Estat Major el 1915, sent promogut després a capità i assignat com a comandant del 3r Regiment Imperial de Guàrdies. El 1919 va ser destinat a Suïssa com a agregat militar. Tornà al Japó el 1920, sent promogut a major. El 1921 tornà a Europa, ara com a oficial resident a Alemanya.
El 1922 tornà al Japó per assumir el càrrec d'instructor a l'Acadèmia d'Estat Major de l'Exèrcit. El 1929 va ser promogut a tinent coronel.
Durant la dècada dels 20, Tojo s'involucrà en política, sent dirigent del Tosei-Ha (Grup de Control) amb Kazushige Ugaki, Gen Sugiyama, Koiso Kuniaki, Yoshijiro Umezu i Tetsuzan Nagata. Van intentar representar els moderats més conservadors, en oposició als grup extremista Kodaha (Grup d'Acció), encapçalat per Sadao Araki (i, finalment, ambdues faccions van derivar en la Societat de la Fulla Doble, un grup militarístic de credos ultranacionalistes fanàtics).

### General
El 1933, Tojo va ser promogut a Sho Sho i serví com a Cap del Departament de Personal del Ministeri de l'Exèrcit.
Va ser nomenat comandant de la 24a Brigada d'Infanteria IJA a l'agost de 1934. El setembre del 1935, Tojo va ser nomenat comandant del Kempeitai de l'Exèrcit Kwangtung a Manxíroa. El malnom de Tojo era "Kamisori" (Rasurat), donada la seva reputació d'una ment esquerpa i legalística capaç de prendre ràpides decisions.
Durant els Incidents del 26 de febrer de 1936, Tojo i Shigeru Honjo, un conegut seguidor de Sadao Araki, Tojo actuà en contra del cop d'estat. L'Emperador Hirohito es va sentir ultratjat pels atacs contra els seus consellers (van morir 3 ministres), i després d'una curta crisi política, els rebels van rendir-se. Després, el Tosei-Ha va purgar l'Exèrcit d'oficials radicals, i els líders de la rebel·lió van ser jutjats i executats. Després de la purga, el Tosei-Ha i el Kodaha es van unir en la seva associació conservadora però altament anti-política sota l'estendard del Kodoha, i amb Tojo a una posició de lideratge.
Tojo va ser promogut a Cap d'Estat Major de l'Exèrcit de Kwangtung. Com a Cap d'Estat Major, Tojo era responsable de diverses operacions militars per tal d'incrementar la penetració japonesa a les regions frontereres de Mongòlia i Mongòlia Interior que limitaven amb Manxukuo. El juliol del 1937, comandà personalment les unitats de la 1a Brigada Independent a l'Operació Chahar.
Després de l'Incident al Pont Marco Polo, que senyalà l'inici de la Segona Guerra Sinojaponesa, Tojo ordenà a les seves tropes que es dirigissin cap a Hopei i a altres objectius al nord de la Xina.
Tojo tornà al Japó al maig de 1938 per servir com a Viceministre de la Guerra sota el Ministre de la Guerra Seishiro Itagaki. Entre desembre de 1938 a 1940, Tojo va ser Inspector General de l'Aviació de l'Exèrcit.

### Ascensió a Primer Ministre
El juliol del 1940, Tojo va ser nomenat Ministre de la Guerra al segon govern de Fumimaro Konoe, continuant al mateix càrrec durant el tercer govern de Konoe. Era un seguidor convençut de l'Aliança Tripertita del Japó amb l'Alemanya Nazi i la Itàlia Feixista. Com a Ministre de la Guerra continuà l'expansió de la guerra amb Xina.
Per tal d'aïllar Xina de l'ajut extern, Japó envaí la Indoxina francesa al juliol de 1941. Davant d'aquest fet, els Estats Units van imposar sancions econòmiques al Japó a l'agost, imposant un embargament total de les exportacions del petroli i la gasolina.

El 6 de setembre es fixà un termini fins a inicis d'octubre per continuar les negociacions. El 14 d'octubre, ja havia passat la data sense cap mena de progrés. El Primer Ministre Konoe presidí per darrer cop el consell de ministres, a on Tojo va ser qui més va parlar: 
Durant els sis darrers mesos, des d'abril, el ministre d'exteriors ha fet grans esforços per millorar les relacions. Tot i el meu respecte per tot això, seguim en un punt mort… El quid de la qüestió és la imposició que se'ns ha fet de retirar-nos d'Indoxina i de la Xina. Si ens dobleguem a les demandes americanes, destruirem els fruits de l'incident de la Xina. Se'ns prendrà Manxukuo del nostre control, i finalitzarà el nostre control sobre Corea. 
L'opinió predominant a l'Exèrcit japonès en aquells moments era que prosseguir amb les negociacions podria ser perillós, però l'Emperador Hirohito pesava que ell podria ser capaç de controlar les opinions extremistes de l'exèrcit fent servir al carismàtic i ben relacionat Tojo, el qual havia mostrat públicament les seves reserves cap a una guerra mab l'oest, si bé el mateix emperador era escèptic sobre el fet que Tojo pogués ser capaç d'evitar el conflicte. El 13 d'octubre declarà a Koichi Kido que "Sembla que actualment hi ha poques esperances sobre la situació de les negociacions entre el Japó i els Estats Units. En aquests moment, si esclaten les hostilitats, hauré de declarar la guerra".
El 16 d'octubre. Konoe, políticament aïllat i convençut de què l'emperador no confiava més en ell, dimití. Posteriorment es justificà al seu secretari en cap del gabinet, Kenki Tomita:
És clar que Sa Majestat és un pacifista, i no hi ha dubte de què voldria evitar la guerra. Quan li vaig dir que iniciar una guerra és un error, em donà la raó. Però l'endemà em digué: "Estàs amoïnat per l'ahir, però no t'hauràs d'amoïnar gaire més". Així, gradualment, començà a inclinar-se per la guerra. I la següent vegada que el vaig trobar, estava molt més inclinat cap a la guerra. En poc, sentia que l'Emperador deia: "El meu primer ministre no entén els afers militars, ho sé prou bé". Poc després, l'Emperador havia fet seus els punts de vista de l'alt comandament de l'Exèrcit i la Marina. 
En aquells moments, el Príncep Higashikuni era l'únic que es deia que podria controlar l'Exèrcit i la Maria i estava recomanat per Konoe i per Tojo. Hirohito rebutjà aquesta opció, argumentant que un membre de la família imperial no hauria de suportar la responsabilitat d'una guerra contra Occident. Seguint el consell de Koichi Kido, escollí a Tojo, de qui se sabia la seva devoció cap a la institució imperial. L'Emperador convocà a Tojo al Palau Imperial un dia abans que Tojo prengués possessió del càrrec.
Tojo escrigué al seu diari que "creia que estava convocat perquè a l'Emperador no li agradaven les meves opinions". Li va donar una ordre: revisar el que havia estat sancionat a les conferències imperials. Tojo, que recolzava la guerra, acceptà l'ordre i procurà obeir-la. D'acord amb el coronel Akiho Ishii, un membre de l'Estat Major General de l'Exèrcit, el Primer Ministre demostrà un sentit sincer de lleialtat cap a l'emperador mentre realitzava la seva tasca.
El 2 de novembre, Tojo i els Caps d'Estat Major Hajime Sugiyama i Osami Nagano van informar a Hirohito que l'anàlisi havia estat en va. L'emperador llavors donà el seu consentiment a la guerra.
El 3 de novembre el Tai Sho Nagano explicà en detall el pla de l'atac a Pearl Harbor a Hiroito. El pla esbossat pels Caps de l'Estat Major de l'Exèrcit i la Marina preveia la destrucció del perímetre defensiu occidental, operant en línies interiors de comunicació i infligint grans baixes. A més, la flota japonesa que ataqués Pearl Harbor tenia l'ordre de l'Almirall Yamamoto d'estar preparada per tornar al Japó en cas que les negociacions arribessin a bon terme.
El 5 de novembre, Hirohito aprovà en una conferència imperial el pla d'operacions per a una guerra contra l'oest i tingué diverses reunions amb els militars i amb Tojo fins a finals de mes. L'1 de desembre, una nova conferència imperial sancionà la "Guerra contra els Estats Units, Anglaterra i Holanda".

### Primer Ministre
Tojo continuà mantenint el càrrec de Ministre de la Guerra durant que serví com a Primer Ministre, entre el 18 d'octubre de 1941 i el 22 de juliol de 1944. També serví com a Ministre d'Habitatge entre 1941-42, Ministre d'Afers Exteriors al setembre de 1942, Ministre d'Educació el 1943 i Ministre de Comerç el 1943.
Com a Ministre d'Educació, continuà amb l'adoctrinament militarístic i nacionalista dins del sistema nacional d'educació, i reafirmà les polítiques conservadores al govern.
La seva popularitat era molt alta als primers anys de la guerra, mentre que les tropes japoneses anaven de victòria en victòria. No obstant això, després de la batalla de Midway, i a mesura que la guerra s'anava girant en contra del Japó, Tojo hagué d'encarar una oposició tant del govern com dels militars. Per enfortir la seva posició, al febrer de 1944 assumí el càrrec de Cap de l'Estat Major General de l'Exèrcit Imperial Japonès. Però després de la caiguda de Saipan es veié obligat a dimitir el 18 de juliol de 1944, retirant-se a la llista de primera reserva i recluint-se posteriorment.

## Captura, judici i execució
Després de la rendició incondicional el 1945, el General americà Douglas MacArthur donà ordres perquè s'arrestessin als primers 40 criminals de guerra, Tojo entre ells. Ben aviat, la llar de Tojo a Setagaya va ser envoltada per periodistes i fotògrafs. Quan la policia militar va envoltar la casa el 8 de setembre de 1945, van sentir un tret des de dins. El Major Paul Kraus i un grup de policies militars van entrar, seguits per George Jones, un periodista del The New York Times. Tojo s'havia disparat, però no s'havia encertat al cor. A les 4:29, desarmat i sagnant pel pit, Tojo començà a parlar, i dos periodistes japonesos van gravar les seves paraules: Sento molt que em costi tant morir. La Guerra del Gran Est Asiàtic estava justificada i era correcta. Ho lamento per la nació i per totes les races de les potències de la Gran Àsia. Espero pel judici correcte de la Història. Volia suïcidar-me, però de vegades això falla.
Va sobreviure i va ser detingut. Després de curar-se de les ferides, va ser traslladat a la Presó de Sugamo i va ser jutjat per crims de guerra pel Tribunal Militar Internacional per l'Orient Llunyà i trobat culpable dels següents crims:
- 1r càrrec: emprendre guerres d'agressió, i guerra o guerres en violació a la llei internacional
- 27è càrrec: emprendre una guerra no provocada contra la República de la Xina
- 29è càrrec: emprendre una guerra agressiva contra els Estats Units
- 31è càrrec: emprendre una guerra agressiva contra la Commonwealth Britànica
- 32è càrrec: emprendre una guerra agressiva contra Països Baixos (Indonèsia)
- 33è càrrec: emprendre una guerra agressiva contra França (Indoxina)
- 54è càrrec: ordenar, autoritzar i permetre tracte inhumà contra els presoners de guerra i altres.

Hideki Tojo va acceptar la total responsabilitat al final per les seves accions durant la guerra. Va ser sentenciat a mort el 12 de novembre de 1948 i executat a la forca el 23 de desembre de 1948. Als moments finals es disculpà per totes les atrocitats comeses pels soldats japonesos i demanà als militars americans que mostressin compassió cap als japonesos, que havien patit uns atacs aeris devastadors, així com dues bombes atòmiques.

## Condecoracions
- Orde del Milà d'Or (1a classe)
- Orde del Sol Naixent (1ª classe)
- Orde del Tresor Sagrat (1a Classe)
- Orde del Mèrit de la Creu Roja
- Medalla de la Guerra Ruso-Japonesa 1904-05
- Medalla de la Guerra 1914-20
- Medalla de la Victòria aliada a la Primera Guerra Mundial
- Medalla de la Guerra del Gran Est Asiàtic
- Medalla de l'Incident Xinès de 1931-1934
- Medalla de l'Incident Xinès de 1937-45
- Medalla de l'Incident Xinès 1942
- Medalla Commemorativa del 2600è Aniversari Nacional
- Medalla Commemorativa de l'Entronització Showa
- Medalla Commemorativa de la Visita de l'Emperador
- Orde de l'Àliga Alemanya
- Orde de Sant Maurici i Sant Llàtzer (Itàlia)